# Setantops lepidus
Setantops lepidus là một loài tò vò trong họ Ichneumonidae.